# Scatopyrodes vietus
Scatopyrodes vietus är en skalbaggsart som beskrevs av Maria Helena M. Galileo och Martins 1992. Scatopyrodes vietus ingår i släktet Scatopyrodes och familjen långhorningar.
Artens utbredningsområde är:
- El Salvador.
- Honduras.

Inga underarter finns listade i Catalogue of Life.